# Azul (cratera)
Azul é uma cratera marciana. Tem como característica 19.7 quilômetros de diâmetro. Deve o seu nome a Azul, uma cidade situada na província de Buenos Aires, na Argentina.